# Di-lan-đà vấn đạo

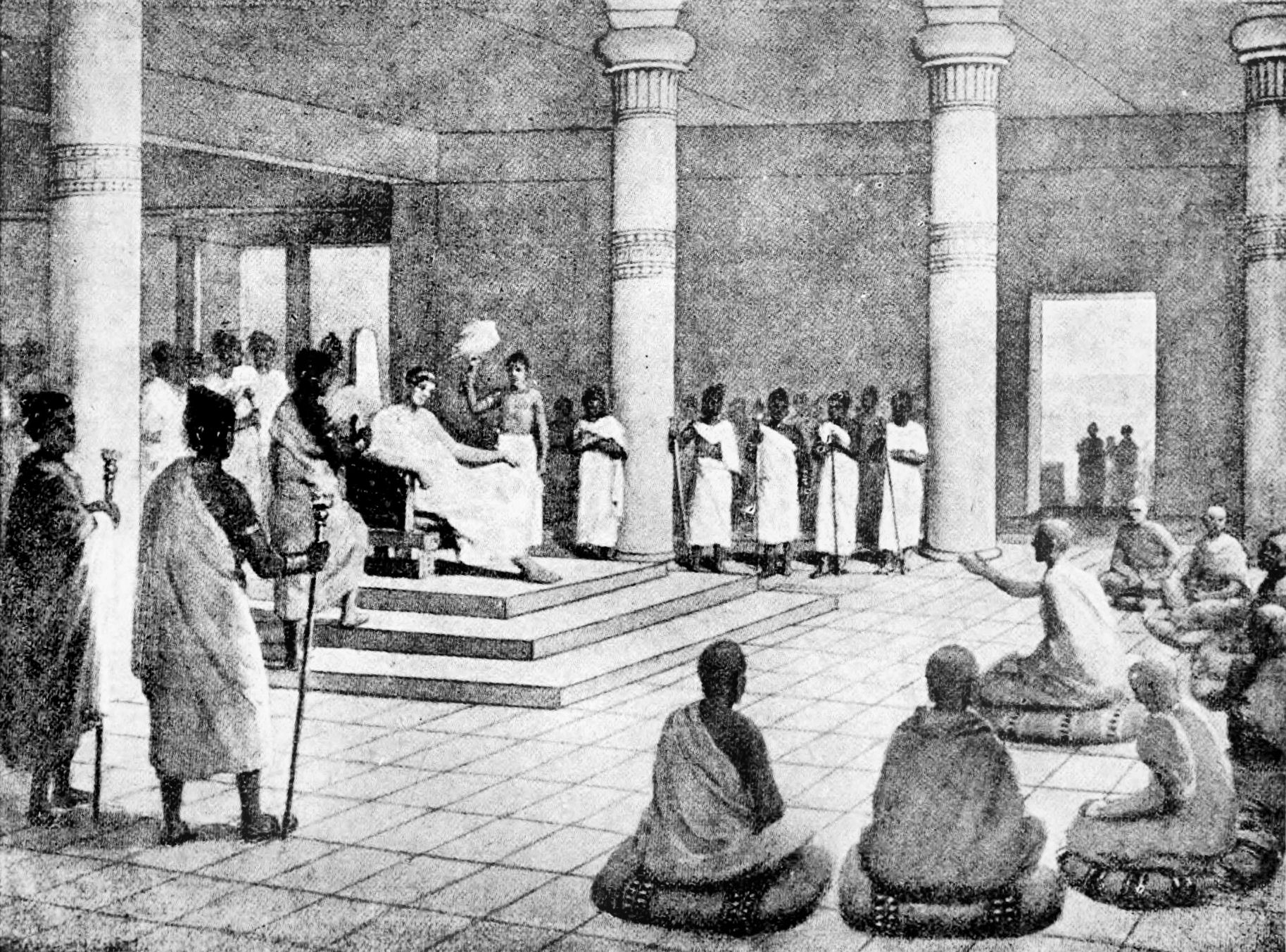
Vua Di Lan Đà và tì-kheo Na Tiên vấn đáp.

Di Lan Đà vấn đạo hay Mi Lan Đà vấn đạo (tiếng Pali: Milindapañhā, nghĩa là "Những câu hỏi của [vua] Di Lan Đà"), hoặc có các tên gọi khác như Kinh Mi Tiên vấn đáp, Na Tiên tì-kheo kinh và Di Lan Vương vấn kinh (彌蘭王問經) trong các tài liệu Trung Quốc, là một kinh điển Phật giáo bằng tiếng Pali, có niên đại từ khoảng năm 100 TCN đến năm 200 TCN, ghi lại cuộc đối thoại giữa tì-kheo Na Tiên (tiếng Pali: Nāgasena) và quốc vương Ấn-Hy Lạp Menandros I (tiếng Pali: Milinda) của Bactria, người trị vì vào thế kỷ thứ 2 TCN.
"Na Tiên tì-kheo kinh" được Phật giáo Miến Điện tôn sùng và được người Miến đưa vào Tiểu bộ kinh, một trong năm bộ của Kinh tạng văn hệ Pali. Một phiên bản rút gọn được bao gồm như là một phần của bản dịch kinh văn Phật giáo Đại thừa của Trung Quốc. Tuy nhiên, "Na Tiên tì-kheo kinh" không được Phật giáo Thái Lan hay Tích Lan coi là kinh điển, dù văn bản Nam tông còn sót lại được viết bằng chữ Sinhala, quốc ngữ của Tích Lan. Bản dịch sang chữ Hán có có tiêu đề "Di Lan Vương vấn kinh" tương ứng với ba chương đầu tiên của bản gốc tiếng Pali. Nó được dịch vào khoảng thời gian nào đó dưới thời Đông Tấn (317–420).
Theo những gì ghi chép lại trong Di-lan-đà vấn đạo,  cuộc đối thoại của ông với tỳ-kheo Na Tiên, đức vua Menandros I đã truyền ngôi cho con và lui về ẩn cư trong tăng viện tu hành, đắc quả A-la-hán.

## Lịch sử
"Di Lan Đà vấn đạo" thuật lại cuộc đối thoại giữa đức vua Menandros I và vị tì-kheo Na Tiên. Sau đó, bộ "Di Lan Đà vấn đạo" đã được kết tập ở vùng Bắc Ấn vào khoảng giữa thế kỷ I. Trong nguyên bản tiếng Pāli, sách nói rằng những cuộc đối thoại giữa hai người đã diễn ra năm trăm năm sau khi Đức Phật nhập Niết Bàn. Phần lớn các học giả đồng thuận rằng công trình này là một sản phẩm được thêm thắt theo thời gian. Ủng hộ cho lập luận này cần lưu ý rằng các phiên bản dịch sang chữ Hán của tác phẩm ngắn hơn đáng kể.
Phần sớm nhất của bộ kinh có lẽ đã được viết vào khoảng thời gian nào đó giữa năm 100 TCN và 200. Văn bản trong kinh có lẽ đã được viết bằng chữ Sanskrit. Nhà Ấn học người Đức von Hinüber đề xuất rằng, dựa trên bản dịch chữ Hán cũng như một số khái niệm độc đáo trong văn kiện thì bản gốc của tác phẩm có lẽ đã được viết bằng tiếng Gandhari. Tuy nhiên, ngoại trừ phiên bản tiếng Pali cùng các dẫn xuất của nó ở Tích Lan ra thì không có phiên bản nào khác được biết đến.
Bản viết tay cổ nhất của bộ kinh bằng tiếng Pali đã được sao chép vào năm 1495. Dựa trên các bằng chứng trong chính cuốn sách, nhiều phần quan trọng của nó đã bị mất, khiến "Di Lan Đà vấn đạo" trở thành văn bản tiếng Pali duy nhất được biết là đã được lưu truyền lại dưới dạng không đầy đủ.
Bản khắc trên đá cẩm thạch của "Di Lan Đà vấn đạo" được thông qua tại Đại hội kết tập kinh điển Phật giáo lần thứ năm ở Miến Điện và bản in được thông qua vào đại hội lần thứ sáu.
Giáo sư Thomas Rhys Davids đánh giá rất cao bộ kinh này, và cho rằng là tác phẩm vĩ đại nhất của văn xuôi cổ điển Ấn Độ:
"Tôi dám nghĩ rằng cuốn "Di Lan Đà vấn đạo" phải là một tác phẩm văn xuôi tuyệt tác của Ấn Độ; và trên phương diện văn học, đây quả là cuốn sách hay nhất xưa nay so với những sách cùng một thể loại, bất kể đã xuất phát ở một nước nào."

Đặc điểm của bộ kinh này là được xem như một cuộc giao lưu đầu tiên giữa người Âu-Á, cũng như cuộc học đạo giữa một người phương Tây (vua Menandros) với văn hóa Hy Lạp muốn học hỏi giáo pháp uyên áo của đạo Phật phương Đông qua sự giải đáp của một vị tăng (tỳ kheo Nàgasena) ở thung lũng sông Ấn. Qua đó Phật pháp được trình bày một cách thuyết phục và dễ nhớ. Vốn là người dòng dõi Hy Lạp, quốc vương Menandros đã hỏi khá nhiều câu hỏi mà người phương Tây thường thắc mắc về những đề tài rất cấp thiết đại loại như "Nếu không có linh hồn thì cái gì sẽ tái sanh?", hoặc là "Nếu không có cái ta thì ai đang trò chuyện với ngài", cho nên đối với những người Âu muốn tìm hiểu Phật pháp, bộ kinh "Di Lan Đà vấn đạo" rất gần gũi.

## Nội dung
Tác phẩm Mi Tiên vấn đáp được chia thành 3 phần: Dẫn nhập, Nội dung Mi-lan-đà vấn kinh và Sau cuộc vấn đáp. Bản dịch tiếng Việt của Hòa thượng Giới Nghiêm gồm tổng cộng 244 câu hỏi do vua Mi Lan Đà đặt ra được Na-tiên giải đáp được liệt kê trong danh sách dưới đây:
1. Danh
2. Con số hạ lạp
3. Đàm thoại như một Trí giả hay như một Vương giả?
4. Thỉnh mời vào Hoàng cung
5. Cứu cánh của Sa môn hạnh
6. Tái sanh - Vô sanh
7. Chú tâm
8. Hành tướng của chú tâm và trí tuệ cùng sự khác nhau giữa chúng
9. Tất cả Pháp lành lấy Giới làm sở y
10. Hành tướng của Tín
11. Hành tướng của Tấn
12. Hành tướng của Niệm
13. Hành tướng của Định
14. Hành tướng của Tuệ
15. Ngũ căn - riêng và chung
16. Tương quan thân trước và sau
17. Tái sanh và Vô sanh
18. Trí và Tuệ
19. Bậc vô sanh có còn đau khổ không?
20. Cảm Thọ
21. Cái gì dẫn dắt đi tái sanh?
22. Không nên hỏi lại câu đã hỏi
23. Danh sắc tương quan liên hệ
24. Thời gian và không còn thời gian
25. Nguyên nhân của thời gian
26. Thời gian tối sơ?
27. Có rồi không, Không rồi có!
28. Pháp hành thì sao?
29. Tự nhiên sanh?
30. Tự ngã trong thân?
31. Nhãn thức và tâm thức
32. Hành tướng của Xúc
33. Hành tướng của Thọ
34. Hành tướng của Tưởng
35. Hành tướng của Tư (tác)
36. Hành tướng của Thức
37. Hành tướng của Tầm
38. Hành tướng của Tứ (hay Sát)
39. Lại hỏi về Tác ý
40. Những tâm sở đồng sanh
41. Về năm giác quan
42. Bất bình đẳng sai khác của chúng sanh là do nghiệp
43. Sớm ngăn ngừa điều ác
44. Lửa địa ngục
45. Nước dựa khí
46. Niết bàn
47. Ai sẽ đắc Niết bàn?
48. Làm sao biết Niết bàn là tối thượng lạc?
49. Có Phật không?
50. Phật là tối thượng tôn bảo
51. Phật tối thắng như thế nào?
52. Thấy Phật
53. Khi chết ngũ uẩn diệt theo
54. Vedagū?
55. Nếu chết mà diệt hết thì thoát khỏi nghiệp
56. Nghiệp trú ở đâu?
57. Biết còn tái sanh?
58. Phật ở đâu?
59. Thương yêu cái thân?
60. Bậc toàn giác biết tất cả?
61. Tại sao Phật không giống cha mẹ ngài?
62. Thực hành phạm hạnh (Brahmacāri)
63. Ai truyền cụ túc giới cho Đức Phật?
64. Nước mắt nào là thuốc? Nước mắt nào là độc dược?
65. Tham luyến và dứt tham luyến
66. Trí tuệ ở đâu?
67. Luân hồi (Samsara)
68. Trí nhớ
69. Ai cũng có trí nhớ
70. Có bao nhiêu loại trí nhớ
71. Tương quan phước và tội
72. Diệt khổ chưa đến?
73. Cõi Phạm Thiên bao xa?
74. Thời gian tái sanh
75. Sự liên hệ giữa kiếp này với kiếp kia
76. Vào cửa nào để đầu thai?
77. Nhân sanh giác ngộ
78. Điều lành nhỏ, phước quả lớn; Điều ác lớn, tội báo nhỏ
79. Kẻ trí làm điều ác, tội báo nhỏ; Người ngu làm điều ác tội báo lớn
80. Bay bằng thân
81. Xương dài 100 do tuần
82. Biển
83. Ngưng hơi thở
84. Pháp xuất thế gian
85. Tuệ xuất thế gian nằm ở đâu?
86. Thức, tuệ và sanh mạng
87. Thì giờ phải lẽ rồi
88. (giống trên)
89. Phật và chư tăng, ai phước báu nhiều hơn?
90. Lễ bái, cúng dường Xá lợi, Kim thân Phật, cây Bồ-đề
91. Đức Phật có toàn giác không?
92. Đức Thế Tôn có tâm Đại bi hay không?
93. Nghi vấn về sự Bố thí ba-la-mật
94. Bố thí hai mắt lại được thiên nhãn
95. Hoài nghi về sự thụ thai
96. Nghi về thời gian giáo pháp tồn tại
97. Đức Thế Tôn còn khổ chút ít nào không?
98. Đức thế tôn đã thật sự hoàn tất mọi phận sự chưa?
99. Tại sao Đức Thế Tôn không dùng "Tứ như ý túc" để duy trì thọ mạng?
100. Chánh pháp của Đức Thế Tôn có vẻ không được toàn hảo?
101. Tại sao có những câu hỏi mà Đức Thế Tôn làm thinh không trả lời?
102. Chúng sanh sợ hãi diêm chúa?
103. Tụng kinh Paritta thật không có lợi ích!
104. Oai lực của Đức Phật thua ma vương?
105. Vì Đức Phật thuyết pháp mà làm cho sáu mươi vị tỳ kheo hộc máu chết!
106. Bậc Thánh cư sĩ sao lại phải đảnh lễ, cúng dường phàm Tăng?
107. Giáo hội của Đức Tôn Sư có bị phân ly, chia rẽ không?
108. Tỳ kheo tạo nghiệp do không biết, tại sao lại không có tội?
109. Đức Thế Tôn có lãnh đạo, bảo quản giáo hội tỳ khưu không?
110. Tại sao Đức Thế Tôn không thu thúc lục căn?
111. Sao Đức Thế Tôn lại có lời nói khiếm nhã?
112. Cái cây có tâm ý không?
113. Bữa cơm của Cunda có vấn đề!
114. Tại sao chư Tăng không được cúng dường nhục thân Như Lai?
115. Quả đất dường như có tâm thức?
116. Đức Phật thuyết về bố thí là để nhận được lợi lộc cúng dường?
117. Tại sao Đức Thế Tôn không muốn thuyết pháp sau khi đắc đạo?
118. Ai là thầy của Đức Thế Tôn?
119. Thế nào gọi là sa-môn?
120. Có nên hoan hỷ không khi người ta tán dương Tam Bảo?
121. Sao Đức Thế Tôn lại dùng lời ác khẩu, ác ngữ?
122. Đức Thế Tôn còn bất bình, sân hận!
123. Phải chăng Đức Thế Tôn không có tâm bi mẫn?
124. Phẩm mạo xuất gia cao siêu đến cỡ nào?
125. Đời sống Sa-môn vô tru, như nai trong rừng
126. Tại sao Đức Thế Tôn không thu thúc cái bụng?
127. Đức Phật muốn che giấu Pháp?
128. Lý do nặng nhẹ của tội nói dối!
129. Phước báu của Đức Thế Tôn không ưu thắng, tối thượng
130. Thần thông của đức Mục-kiền-liên không đương cự nổi
131. Kiếp áp chót, tại cung trời Đẩu suất, Đức Bồ-tát
132. Rơi đi bằng phi pháp? Rơi đi bằng pháp? Cắt đứt sự rơi?
133. Tâm từ vô lượng không tiêu trừ được các sự họa hại?
134. Quả của thiện và ác nghiệp rất lạ lùng
135. Sự tà hạnh của người nữ?
136. Các vị A la hán còn sợ hãi?
137. Đức Phật dạy cắt đứt sợ hãi?
138. Cái gì nơi Đức Thế Tôn là cao quý không ai sánh bằng?
139. Đức Thế Tôn là người khai sáng Đạo hay Đạo có sẵn từ ngàn xưa?
140. Đức Phật từ bỏ sự tinh tấn, lại khuyên đệ tử nên tinh tấn?
141. Tại sao có sự đắc quả nhanh, chậm khác nhau?
142. Về cư sĩ A-la-hán
143. Tại sao bồ tát Loma Kassapa giết hại chúng sanh để tế lễ?
144. Tượng vương Chaddanta thì cung kính y cà sa - mà bồ-tát
145. Về cái nhà không mái của người thợ gốm?
146. Tại sao có lúc Đức Phật xưng mình là bà-la-môn
147. Tại sao không có hai Đức Phật xuất hiện một lần?
148. Không nên cho kẻ phàm tục xuất gia trong giáo hội thanh tịnh
149. Thân thọ khổ, tâm có thọ khổ chăng?
150. Giải thêm về (tâm không động)
151. Người đã phạm "bất cộng trụ", xin tu lại,
152. Cư sĩ phá giới và sa môn phá giới, hậu quả tội lỗi nặng nhẹ ra sao?
153. Nước có sanh mạng chăng?
154. Trên thế gian này cái gì không sanh?
155. Bậc A-la-hán còn phạm giới?
156. Cái gì không do nhân, nghiệp, thời tiết sanh?
157. Sao không thấy tử thi của dạ xoa?
158. Tại sao Đức Thế Tôn không cấm chế giới luật một lần?
159. Mặt trời có bệnh chăng?
160. Lại bệnh của mặt trời nữa!
161. Về chuyện Bồ tát Vessantara bố thí vợ con
162. Chư Phật quá khứ có tu khổ hạnh không?
163. Năng lực của thiện và ác nghiệp, cái nào mạnh hơn?
164. Hồi hướng phước có hiệu quả không?
165. Hồi hướng "ác" có được không?
166. Tại sao có chiêm bao?
167. Chết đúng thời và chết không đúng thời
168. Tại sao nhập Niết bàn lại có hiện tượng phi thường?
169. Chúng sanh nào có khả năng đắc đạo?
170. Niết bàn có xen lẫn khổ?
171. Tại sao không diễn tả Niết bàn một cách cụ thể?
172. Làm cho rõ Niết bàn?
173. Niết bàn không ở đâu cả!
174. Có ai thấy Phật không?
175. Đầu đà khổ hạnh có ích lợi gì?
176. Về con lừa
177. Về con gà
178. Về con sóc
179. Về con cọp cái
180. Về con cọp đực
181. Về con rùa nước
182. Về cái kèn
183. Về cây súng
184. Về con quạ
185. Về con khỉ
186. Về dây bầu leo
187. Về hoa sen
188. Về hạt giống
189. Cây Sàla xanh tốt
190. Về chiếc thuyền
191. Về ghe thuyền dính đá ngầm
192. Về cột buồm
193. Về người cầm lái thuyền
194. Về người làm công
195. Về biển cả
196. Về quả đất
197. Về nước
198. Về lửa
199. Về gió
200. Về núi
201. Về hư không
202. Về mặt trăng
203. Về mặt trời
204. Về trời Đế thích
205. Về Chuyển luân Thánh vương
206. Về con mối
207. Về con mèo
208. Về con chuột
209. Về con bò cạp
210. Về con chồn
211. Về chó rừng
212. Về con nai
213. Về con bò
214. Về con heo
215. Về con voi
216. Về sư tử
217. Về vịt nước
218. Về chim Venàhikà mái
219. Về chim sẻ
220. Về chim cu
221. Về con rít
222. Về con dơi
223. Về con đỉa
224. Về con rắn
225. Về con trăn
226. Về nhện giăng lưới
227. Về hài nhi
228. Về rùa vàng
229. Về rừng
230. Về cây đại thọ
231. Về mưa
232. Về ngọc mani
233. Về người săn bắn
234. Về người câu cá
235. Về thợ bào gỗ
236. Về người thợ gốm
237. Về con quạ
238. Về cái dù
239. Về đám ruộng
240. Thuốc trị độc rắn
241. Về vật thực
242. Về người bắn cung

### Nội dung tiêu biểu
Trong câu hỏi số 18 về Trí và tuệ, vua Menandros đã hỏi rằng:
"Trí và tuệ khác nhau như thế nào, thưa đại đức?"
Na-tiên đã trả lời rằng:
"Trí thuộc về nhận thức, kiến thức, hiểu biết; còn tuệ là thấy rõ vô thường, khổ não và vô ngã. Trí là thông minh mà tuệ là sáng suốt, vậy nó khác nhau, tâu đại vương!"
Đến câu hỏi số 148, một vấn đề khá tế nhị đã được Tỳ-kheo Na-tiên trả lời khi Đức vua người Hy Lạp đặt câu hỏi vì sao Đức Thế Tôn vẫn để những kẻ phàm tục xuất gia trong giáo hội?:
"Cũng là rất thường tình khi trong giáo hội ấy có những phàm phu tục tử vào tu không phải vì mục đích cao thượng, chỉ nhắm đến những mục đích hạ liệt như: kiếm miếng cơm manh áo, tích lũy tứ sự cúng dường, được thân cận bậc quyền quý, cao sang, tìm chỗ nhàn hạ, thảnh thơi, tham vọng lãnh đạo Tăng chúng…"

## Đức vua Di Lan Đà

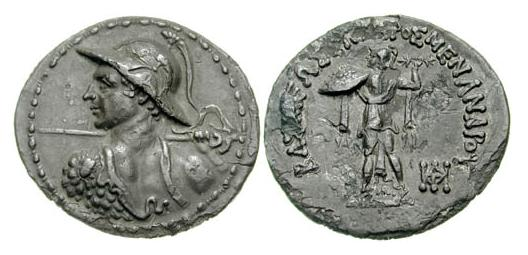
Đồng bạc với chân dung Đức vua Di Lan Đà (bên trái) và thần Athena (bên phải). Dòng chữ ΒΑΣΙΛΕΩΣ ΣΩΤΗΡΟΣ ΜΕΝΑΝΔΡΟΥ nghĩa là "Của Đức Vua Menandros, Vua Cứu độ"

Di Lan Đà tức Menandros là một vị vua có thật trong lịch sử, ông là vua của vương quốc Ấn-Hy Lạp, trị vì từ khoảng năm 165/155 TCN đến năm 130 TCN. Ông là người đã thiết lập nên một đế chế lớn ở Nam Á và là một người hộ pháp của Phật giáo. Trong "Di Lan Đà vấn đạo", vua Menandros được giới thiệu như sau:
"Ông người gốc Hy-lạp, là một viên đại tướng lừng danh, vô địch, theo đoàn quân viễn chinh xâm lăng Ấn-độ. Sau khi đã đặt nền thống trị trên một đế quốc rộng lớn, viên thủ lĩnh bị giặc giết, ông lên kế vị làm vua, đóng đô tại Sàgala...Giữ yên bên ngoài, nhà vua lo việc bên trong, chăm lo đến cơm no áo ấm cho muôn dân. Kế hoạch phát triển đất nước, nhà vua chú trọng nông nghiệp, có chính sách khuyến nông đúng đắn và hữu hiệu. Các ngành nghề lao động, thủ công đều được tuyên truyền, vận động, cổ súy nâng cao. Không bao lâu sau, đất nước này sống đời thái bình và thịnh trị, giàu mạnh và hùng cường...Kinh thành của đức vua Mi-lan-đà hưởng phước cực kỳ sung sướng, được ví như Bắc-cu-lưu-châu hoặc như huê viên Alakam Manda ở cõi trời cũng không ngoa vậy. Về quốc độ thì như thế, còn về cá nhân thì ngài có sức học uyên thâm, tài cao chí lớn, lại là người rất đạo đức nên được quần chúng tôn sùng, ngưỡng mộ. (Mi Tiên Vấn Đáp, Dịch bởi Hòa thượng Giới Nghiêm)
Theo Di-lan-đà vấn đạo thì sau khi hỏi đạo với tôn giả Na-tiên, ông đã truyền ngôi cho con và lui về ẩn cư trong tăng viện, hay nói cách khác là xuất gia, tu học và chứng thánh quả A-la-hán:
" Và sau đó, thỏa thích trong sự khôn ngoan của vị tỳ kheo, ngài giao lại vương quốc cho con trai mình, đức vua Mi-lan-đà lặng lẽ rời bỏ hoàng cung, tìm đường xuất gia, sau đó sống đời không nhà cửa của một sa môn chân chính. Nhờ sự tinh cần, kiên trì tiến tu chỉ tịnh, quán minh; không bao lâu sau, ngài đắc giải thoát bảo cái trắng làm cho tỏ ngộ Niết-bàn, thành bậc A-la-hán vô sanh."— Di Lan Đà Vấn đạo, bản dịch của Hòa thượng Giới Nghiêm, 2003.

Người ta cho rằng bộ kinh "Di Lan Đà vấn đạo" đã được khẩu tập ít lâu sau khi quốc vương Menandros I qua đời. Thời gian ấy các vua kế vị là nữ hoàng Agathocleia rồi vua Strabo I Soter ở ngôi khoảng 40 năm nữa, trước khi xứ Bactria bị chia cắt thành nhiều vương quốc.

### Trích dẫn
1. ↑  Kelly 2005.
2. ↑  Rhys Davids 1894, tr. xi-xiv.
3. ↑  "Bản sao đã lưu trữ". Bản gốc lưu trữ ngày 5 tháng 8 năm 2020. Truy cập ngày 29 tháng 4 năm 2020.
4. ↑  Kelly, John. "Milindapañha: The Questions of King Milinda (excerpts)" (bằng tiếng Anh). Truy cập ngày 3 tháng 5 năm 2020.
5. ↑  "Milindapañha: Quick Reference". Oxford Reference - NXB Đại học Oxford. Truy cập ngày 3 tháng 5 năm 2020.
6. ↑  von Hinüber 2000, tr. 85-86, đoạn 179.
7. ↑  von Hinüber 2000, tr. 83, đoạn 173.
8. ↑  von Hinüber 2000, tr. 85, đoạn 178.
9. ↑  Rhys Davids 1894, tr. xlvi.
10. 1 2  Hòa thượng Giới Nghiêm. "Mi Tiên Vấn Đáp (Milinda Panha)". Thư viện Hoa Sen. Truy cập ngày 29 tháng 4 năm 2020.
11. 1 2  Thích Nhật Đạo. "MI TIÊN VẤN ĐÁP: MỘT THÁNH ĐIỂN PHẬT GIÁO". Thư viện Hoa Sen. Truy cập ngày 4 tháng 5 năm 2020.
12. ↑  Bopearachchi (1998) and (1991), respectively. The first date is estimated by Osmund Bopearachchi and R. C. Senior, the other Boperachchi
13. ↑  Nguyên văn tiếng Anh: "And afterwards, taking delight in the wisdom of the Elder, he handed over his kingdom to his son, and abandoning the household life for the houseless state, grew great in insight, and himself attained to Arahatship!" (Di-lan-đà vấn đạo, trang 374, dịch sang tiếng Anh bởi T. W. Rhys Davids, 1890)
14. ↑  The Cambridge Ancient History (bằng tiếng Anh). Cambridge University Press. 1970. tr. 406. ISBN 978-0-521-23448-1.